# Musculus flexor hallucis longus
De musculus flexor hallucis longus of lange groteteenbuiger is een van de twee skeletspieren die de grote teen naar beneden buigen (flexie). De andere is de musculus flexor hallucis brevis, de 'korte groteteenbuiger' die zich in de voetzool bevindt.
De antagonist is de musculus extensor hallucis longus, de lange groteteenstrekker in de kuit.